# Lac de la Vache
Ne doit pas être confondu avec le lac des Vaches, situé dans les Alpes françaises.
Le lac de la Vache est un lac situé à La Tuque en Mauricie au Québec (Canada).